# ارنی باند (بازیکن فوتبال)
ارنی باند (انگلیسی: Ernie Bond؛ زادهٔ ۴ مهٔ ۱۹۲۹) بازیکن فوتبال اهل بریتانیا است.
از باشگاه‌هایی که در آن بازی کرده‌است می‌توان به باشگاه فوتبال کارلایل یونایتد و باشگاه فوتبال منچستر یونایتد اشاره کرد.